# Mariew
Mariew – wieś w Polsce położona w województwie mazowieckim, w powiecie warszawskim zachodnim, w gminie Stare Babice.
| SIMC    | Nazwa             | Rodzaj                          |
| ------- | ----------------- | ------------------------------- |
| 1059082 | Trytew Zaborowska | część wsi (zniesiona w 2023 r.) |

W latach 1975–1998 miejscowość administracyjnie należała do województwa warszawskiego.
Miejscowość położona 15 km od Warszawy.